# Stor-Hundtjärnen (Lövångers socken, Västerbotten)
Stor-Hundtjärnen är en sjö i Skellefteå kommun i Västerbotten och ingår i Mångbyåns huvudavrinningsområde.